# Le Bus en folie
Pour plus de détails, voir Fiche technique et Distribution.
Le Bus en folie (The Big Bus) est un film américain réalisé par James Frawley, sorti en 1976.

## Synopsis
Les chercheurs de la compagnie d’autobus Coyote travaillent fiévreusement pour terminer le Cyclope, grâce auquel l’homme doit franchir une nouvelle étape dans le transport par autobus : le trajet sans escale entre New York et Denver. Presque immédiatement après l’introduction du combustible nucléaire dans le moteur de l’autobus, une bombe explose, blessant grièvement le professeur Baxter, responsable du projet. Le Cyclope lui-même est en bon état, mais les pilotes et copilotes sont tués.
Kitty Baxter, la fille du professeur et concepteur du Cyclope, est forcée de se tourner vers Dan Torrance, un de ses ex. Torrance, pilote naguère plein d’avenir, avait été remercié pour avoir écrasé le bus au sommet du mont Diablo, et accusé d’avoir sauvé sa propre vie en mangeant tous les passagers. (Torrance, qui avait condamné le cannibalisme de son copilote, affirmait avoir survécu lui-même en mangeant les sièges et les bagages, et seulement un morceau du pied d’un passager par mégarde.) Survivant de justesse à une agression des autres conducteurs en colère avec l’aide de “Shoulders” O’Brien, Torrance est engagé pour conduire le Cyclope.
Pendant ce temps, un sinistre homme d’affaires complote avec des émirs du pétrole de détruire le bus. Surnommé « Iron Man » il vit dans un énorme poumon d’acier d’où il dirige son frère Alex qui doit saboter le Cyclope avec une bombe à retardement. Alex préférerait utiliser une machine à tremblement de terre mais Iron Man veut que le bus soit détruit et discrédité. Avant le voyage inaugural, Alex se faufile à bord pour y placer une bombe et se cache à l’intérieur de l’autobus.
Le grand jour arrivé, le bus quitte New York à destination de Denver. Parmi les passagers se trouvent les Crane, un couple marié en instance de divorce, le Père Kudos, un prêtre qui a perdu la foi, le Dr. Kurtz, un vétérinaire déshonoré ; Emery Bush, un homme qui n’a plus que quelques mois à vivre, et Camille Levy, dont le père Troy est mort dans l’accident du mont Diablo sus-mentionné.
Le voyage du Cyclope débute bien, et Torrance passe triomphalement le “mur du vent” (“les 90 miles a l’heure”). Bientôt, pourtant, c’est la catastrophe. Enquêtant sur un problème mécanique, Dan trouve la bombe d’Alex qui explose alors qu’il croyait l’avoir neutralisée. Désormais incapable d’arrêter le Cyclope, l’équipage file à travers l’Amérique. Dan est déterminé à atteindre l’objectif historique du Cyclope, le trajet sans étape jusqu’à Denver, mais il lui faudra traverser les virages dangereux de Neath Road où il a déjà écrasé son bus. Dan y parvient presque, mais le bus sort partiellement de la route, heurté par une camionnette qui reste encastrée dans l'étage supérieur de la cabine de pilotage, et se retrouve vacillant sur le bord d’une falaise. Pour sauver le bus, Dan et Shoulders transfèrent tout le poids possible vers l’arrière en pompant l’ensemble des boissons gazeuses dans la cuisine et en larguant tous les bagages.
Sachant qu’il ne lui reste plus qu’une chance de détruire le Cyclope, Iron Man est finalement convaincu par Alex d’utiliser la machine à tremblement de terre. Malheureusement pour The Iron Man, Alex
entre les coordonnées de la maison d’Iron Man et non celles du Cyclope.
De retour sur la route. Le Cyclope fait enfin route pour Denver. Dans la scène finale, le bus est à seulement 25 miles de Denver quand ses moitiés avant et arrière se séparent. On ne sait pourquoi ni comment les moitiés divisées finissent le trajet.

## Fiche technique
- Titre français : Le Bus en folie
- Titre original : The Big Bus
- Réalisation : James Frawley
- Scénario : Lawrence J. Cohen & Fred Freeman
- Musique : David Shire
- Photographie : Harry Stradling Jr.
- Montage : Edward Warschilka
- Production : Lawrence J. Cohen & Fred Freeman
- Société de production et de distribution : Paramount Pictures
- Pays :  États-Unis
- Langue : anglais
- Format : couleur - mono - 35 mm - 2.35:1
- Genre : comédie, parodie
- Durée : 88 min
- Date de sortie :
  - États-Unis : 23 juin 1976 (New York)
  - France : 15 juin 1977

## Distribution
- Joseph Bologna (VF : Pierre Arditi) : Dan Torrance
- Stockard Channing (VF : Maïk Darah) : Kitty Baxter
- John Beck (VF : Alain Dorval) : Shoulders O'Brien
- Rene Auberjonois (VF : Dominique Paturel) : le père Kudos
- Ned Beatty (VF : Roger Lumont) : Shorty Scotty
- Bob Dishy (VF : Michel Paulin) : le Dr. Kurtz
- José Ferrer (VF : Pierre Marteville) : l'homme de fer
- Ruth Gordon (VF : Héléna Manson) : la vieille dame
- Harold Gould (VF : Louis Arbessier) : le professeur Baxter
- Larry Hagman (VF : Daniel Brémont) : le docteur sur le parking
- Sally Kellerman (VF : Julia Dancourt) : Sybil Crane
- Richard Mulligan (VF : Robert Party) : Claude Crane
- Lynn Redgrave (VF : Perrette Pradier) : Camille Levy
- Richard B. Shull (en) (VF : Raoul Delfosse) : Emery Bush
- Stuart Margolin (VF : Gérard Hernandez) : Alex
- Howard Hesseman (VF : Roland Ménard) : Jack
- Mary Charlotte Wilcox (VF : Jeanine Forney) : Mary Jane Beth Sue
- Walter Brooke (VF : Michel Ruhl) : M. Ames
- Vic Tayback (VF : Henry Djanik) : Goldie
- Murphy Dunne : Tommy Joyce
- Raymond Guth (en) (VF : Georges Aubert (acteur)) : le fermier
- James Jeter (en) (VF : Jacques Ebner) : le barman du bus
- Harry Holcombe (VF : Jean Brunel) : le vieux prêtre à la gare
- Michael W. Schwartz (VF : Thierry Bourdon) : le jeune employé de la gare

## Distinctions
- Prix "fantastique" tout public au Festival international du film fantastique d'Avoriaz 1977